# 葛葉

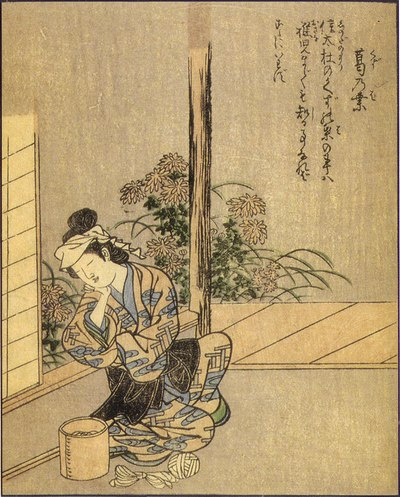
『絵本百物語』中描畫的葛葉

葛葉（葛之葉，くずのは）是日本傳說中一隻幻化人形的女狐的名字。也被稱為葛之葉狐（くずのはぎつね）、 信太妻、信田妻（しのだづま）。此外，葛葉也是人形浄瑠璃『蘆屋道滿大內鑑（あしやどうまんおおうちかがみ）』的主人公的名字，同名的歌舞伎通常被稱為「葛葉」。稻荷大明神（宇迦之御魂神）之第一神使，被認為是安倍晴明之母。

## 傳說的概要
各地傳說略有不同，大致如下：

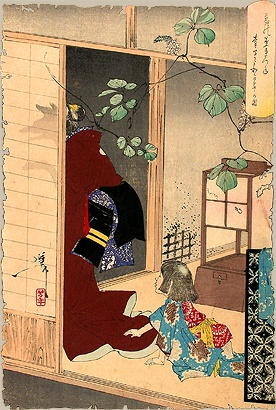
月岡芳年的『新形三十六怪撰』中的「葛葉和童子丸告別圖」。描繪了童子丸（安倍晴明）和母親葛葉告別的場面。

村上天皇的時代，河內國的石川悪右衛門的妻病重，其兄蘆屋道滿為其算命，得知其只要吃了和泉國和泉郡的信太之森（現在的大阪府和泉市）中生活的野狐的肝臟即可治愈，石川悪右衛門遂派人獵狐。出身攝津國東生郡的安倍野地區（現在的大阪府大阪市阿倍野區）的安倍保名（傳說中的人物）在信太森林參拜之時為了救下被獵人追捕的白狐而受傷，這時出現了一位自稱葛葉的女子，為其包紮，並送保名回家。葛葉和保名日久生情，最後結婚，並生下兒子童子丸（保名的父郡司曾和悪右衛門發生衝突，後保名也為悪右衛門所害）。童子丸5歲的時候，葛葉無意中顯出原形，原來她就是保名救助過的白狐。因為被知道了真身，葛葉只好留下和歌一首，永遠的返回信太之森：
戀しくば尋ね來て見よ和泉なる信太の森のうらみ葛の葉
妾即離君若逝露，縈思會逢和泉處。景風蕭然人孑立，信太淚痕凝悲樹。 
童子丸即是後來日本著名的陰陽師安倍晴明。
保名回家看到和歌，帶著童子丸到信太之森，想帶回葛葉，葛葉卻只是將一個裝滿黃金和水晶玉石的箱子交給保名，從此別過再不相見。數年後，童子丸改名為晴明，專修天文道，用母親的遺寶治好了天皇的病，被任命為皇家陰陽師。不久，蘆屋道滿上奏讒言，要和晴明對決占卜，結果敗于晴明，被道滿殺害的晴明的父親保名突然現形，向朝廷上奏道滿的惡行，道滿被斬首，晴明被封為天文博士。

## 以葛葉為題材的作品
- 説経節的「信太妻」（「信田妻」とも）
- 地歌的「狐會（こんかい）」1690年（元祿元年）
- 紀海音的浄瑠璃『信田森女佔』 1703年（元祿16年）
- 初世竹田出雲的浄瑠璃『蘆屋道滿大內鑑』 1734年（享保19年）
- 歌舞伎『蘆屋道滿大內鑑』 1735年（享保20年） - 翻版同名浄瑠璃
- 法橋玉山的『阿也可之譚（あやかしものがたり）』 1806年（文化3年）
- 曲亭馬琴的『敵討裏見葛葉（かたきうちうらみくずのは）』 1807年（文化4年）
- 瞽女唄的「葛の葉子別れ」
- 映畫「戀や戀なすな戀」 1962年 - 監督：內田吐夢、主演：大川橋蔵、東映
- 小松左京的「女狐」 1967年
- 橫溝正史的短篇推理小說「車井戸はなぜ軋る」 1973年
- 手塚治虫 的「悪右衛門」 1973年
- 辻井喬 的「狐の嫁入り」 1976年
- 坂田靖子的漫畫「葛の葉」（『珍見異聞1』1991年所收）
- 藤原眞莉的『姫神さまに願いを』 1998年－2006年
- 小松左京、高橋桐矢『安倍晴明天人相関の巻』 2002年
- 西野勝海的輕小說『我的狐仙女友』 2005年 -
- 落語「天神山」（上方）「葛の葉」
- 椎橋寬的漫畫百鬼小當家 2007年-
- 雙星之陰陽師的漫畫
- 戰國妖狐的漫畫中其一的人物
- 友麻碧的輕小說『淺草鬼妻日記』 2016年-

## 相關軼事
- 「狐烏冬面（きつねうどん）・狐蕎麥麵（きつねそば）」（放油豆腐的烏冬面或蕎麥麵）在近畿地區被稱為信田烏冬面（しのだうどん），信田蕎麥麵（しのだそば）。
- 在關西，稻荷壽司有時被稱為信田壽司。
- 明治時代的特技表演「信田妻」指的是兩隻手同時書寫或用口含筆書寫的表演。
- 南海本線的高石站和阪和線的北信太站最開始設站時曾分別用「葛葉」和「葛葉稲荷」作為站名。

## 外部連結
- 信太森葛葉稲荷神社
- 安倍晴明神社
- 信太の森ふるさと館
- 桔梗院 「葛乃葉伝説」「寫真でみる晴明縁の地」など